# Гусары (Тверская область)
Гусары — деревня в Андреапольском районе Тверской области. Входит в состав Андреапольского сельского поселения.

## География
Деревня расположена в западной части района. Через Гусары протекает река Лососна. Расстояние до районного центра, города Андреаполь, составляет 18 км. Ближайший населённый пункт — деревня Новотихвинское.

## История
На топографической трёхвёрстной карте Фёдора Шуберта, изданной в 1871 году, обозначена деревня Гусары. Имела 2 двора.
На карте РККА 1923—1941 годов обозначена деревня Гусары. Имела 21 двор.
До 2005 года деревня входила в состав Гладкологского сельского округа, с 2005 — в составе Андреапольского сельского поселения.

## Население
| 2002 | 2010 |
| ---- | ---- |
| 15   | ↘11  |

Национальный состав
Согласно результатам переписи 2002 года, в национальной структуре населения русские составляли 100 % от жителей.